# Nuscu
Nuscu ou Nusku era o Deus Sumério-acádio da luz e do fogo, filho de Nana e Ningal, e irmão de Samas e Inana. Era o fiel camareiro e conselheiro de Enlil, o deus do ar e vento.
Na Assíria seu centro de culto era Harã, onde predominava o culto a seu pai. Ele também foi considerado o patrono das artes e deus da civilização porque foi associado à descoberta do fogo feita pela humanidade e ao seu progresso a partir dela.
No poema Atracasi Epo, Nuscu aparece aconselhando Enlil contra a rebelião dos Deuses inferiores que não queriam mais trabalhar. Ele também é mencionado no mito de Enlil e Ninlil quando ele o leva em um barco para ter relações com a jovem e bela Ninlil.

## História
```
Conta a lenda que 
Nusku
 era um dos Deuses menores da antiga Suméria, conselheiro pessoal de 
Enlil
, o qual lhe gratificou com o cargo de Deus chefe dos Deuses menores da Suméria, ficando ele com o poder sobre dezoito divindades.
```

```
Nuscu
 também era considerado o patrono das artes, por ter ligação estritas com o Deus da escrita e sabedoria 
Nabu
, assim como patrono da civilização humana, porque foi 
Nuscu
 que teria ensinado os primeiros humanos a utilizarem o fogo.
```